# Al-Azizijja (Hims)
Al-Azizijja (arab. العزيزية) – wieś w Syrii, w muhafazie Hims. W 2004 roku liczyła 780 mieszkańców.